# Walentin Stepanowitsch Kulikow
Walentin Stepanowitsch Kulikow, russisch Валентин Степанович Куликов, englische Transkription Valentin oder Valentine Kulikov, (* 5. Juli 1948) ist ein russischer Mathematiker.
Kulikow ist ein Schüler von Igor Schafarewitsch, bei dem er 1975 an der Lomonossow-Universität promoviert wurde (Degenerations of Elliptic Curves and Two-Dimensional Singularities). Er ist Professor für Mathematik in Moskau (Staatsuniversität für Drucktechnik).
Er befasst sich mit Algebraischer Geometrie und speziell Singularitätentheorie (algebraische und analytische), abzählender Geometrie, Klassifikation algebraischer Varietäten, gemischten Hodge-Strukturen.
Er publizierte auch mit seinem Bruder Wiktor Stepanowitsch Kulikow.

## Schriften
- Mixed Hodge Structures and Singularities (Cambridge Tracts in Mathematics; Bd. 132). Cambridge University Press, Cambridge 1998, ISBN 0-521-62060-0.